# Castro Verde e Casével
Castro Verde e Casével (llamada oficialmente União das Freguesias de Castro Verde e Casével) es una freguesia portuguesa del municipio de Castro Verde, distrito de Beja.

## Historia
Fue creada el 28 de enero de 2013 en aplicación de una resolución de la Asamblea de la República de Portugal promulgada el 16 de enero de 2013 con la unión de las freguesias de Casével y Castro Verde, pasando su sede a estar situada en la antigua freguesia de Castro Verde.

## Demografía
| Gráfica de evolución demográfica de Castro Verde e Casével entre 2011 y 2021 |
|                                                                              |
| Datos según el nomenclátor publicado por el INE portugués.                   |